# Alhakén I
Abū al-‘Āṣ al-Hakam b. Hišām (en árabe: أبو العاص الحكم بن هشام), llamado al-Murtazî (المرتضى), más conocido como Alhakén I, Al-Hákam I o Alhaquén I (Córdoba, 770 - ibídem, 21 de mayo de 822), fue el tercer emir independiente de Córdoba, desde el 12 de junio de 796 hasta su muerte.
Para el cronista Ibn Hazm, fue el más sanguinario y déspota de los emires omeyas.

## Biografía

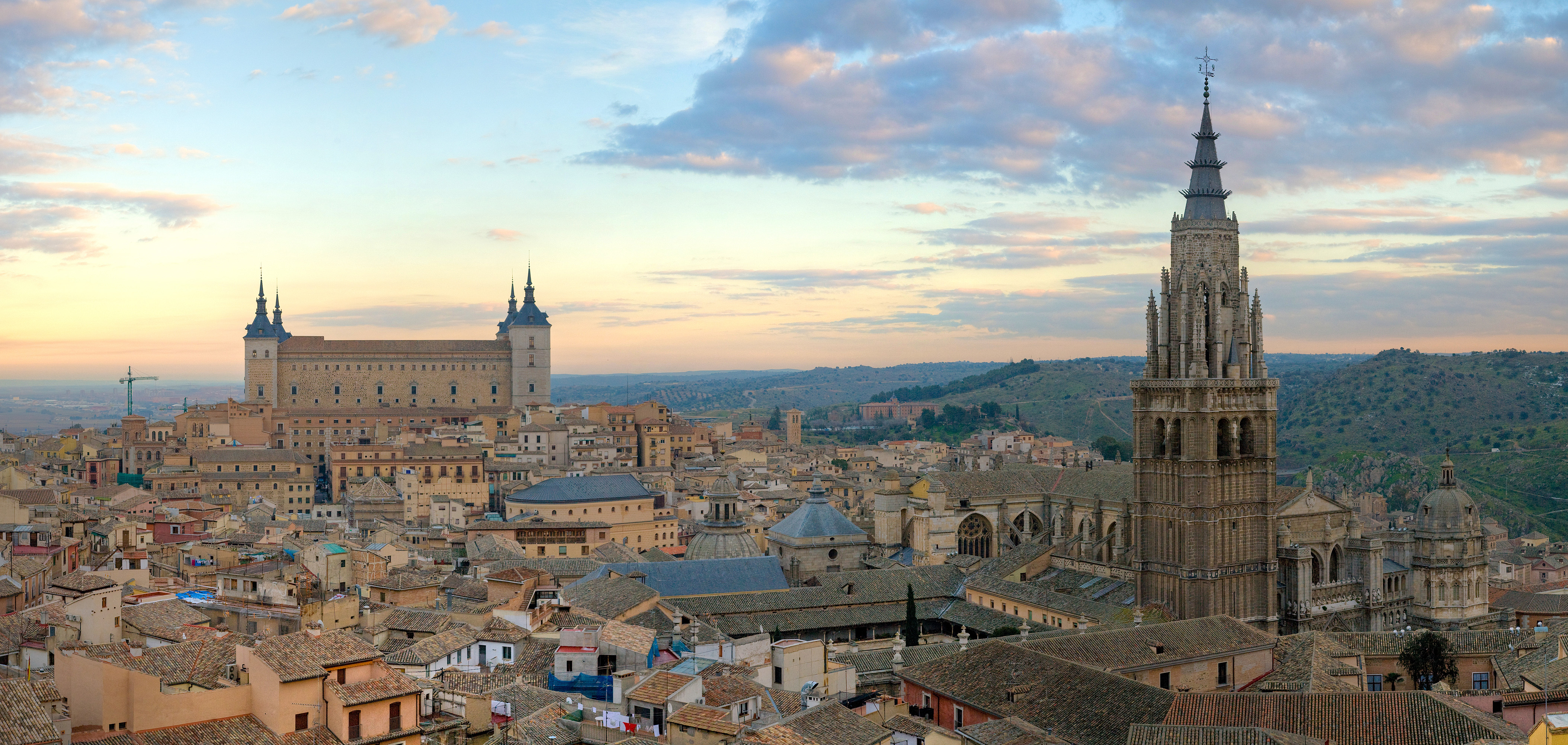
Al-Hákam I sería el principal artífice de la Jornada del foso de Toledo.

Hijo de Hisham I, lo sucedió a los 26 años. Su reinado fue uno de los más agitados de la dinastía omeya, pues tuvo que hacer frente a las aspiraciones de sus tíos Sulaimán y Abd Allah (Abdalá). El más activo fue Abd Allah, quien desde la región valenciana donde había desembarcado, intentó atraer a su causa a los jefes árabes del valle del Ebro e incluso fue a pedir ayuda a la corte de Carlomagno en el año 797, contra su sobrino, Alhakén I. Finalmente, en el 802 u 803, Abd Allah terminó estableciendo contactos con su sobrino, Alhakén, que le autorizó a residir en Valencia a cambio de una pensión anual. Su hermano Sulaymán, desde la costa oriental donde se había instalado en el 798, intentó atacar Córdoba pero fue vencido y asesinado en el 800 o el 801.
Alhakén I también tuvo que enfrentarse a las sublevaciones de los muladíes de Toledo (Jornada del foso de Toledo), Mérida y Córdoba que fueron brutalmente sofocadas. Su política de mano dura y el incremento de la aplastante presión fiscal sobre los cristianos provocaron el levantamiento de los cordobeses del arrabal de Secunda al otro lado del río Guadalquivir. Los amotinados estuvieron a punto de asaltar el Alcázar, pero una maniobra hábil y rápida de la guardia palatina lo impidió y permitió al emir dominar la situación. Tres días duró la consiguiente matanza de los rebeldes y el saqueo del arrabal; el enérgico emir ordenó la crucifixión de trescientos notables. Todos los habitantes del arrabal, que fue arrasado, fueron deportados. Unas veinte mil familias emigraron de la península y parte de ellas se establecieron en el norte de África; en Fez se establecieron en un barrio propio, con la mezquita de los andalusíes. Otras se dedicaron algún tiempo a la piratería, desembarcaron en Sicilia, ocuparon Alejandría durante diez años y conquistaron finalmente la isla de Creta, donde fundaron el Emirato de Creta, bajo dinastía cordobesa, y se mantuvo independiente hasta el año 961 cuando la isla fue reconquistada por el Imperio bizantino.
Las revueltas y las muestras de descontento no solo estuvieron provocadas por el aumento de las exacciones fiscales sino también por su conducta. Se le acusaba de impiedad y de estar más preocupado por el vino que por la plegaria. Durante uno de los disturbios que se produjeron en la capital estuvo a punto de perecer el prefecto de la ciudad, se saldó con la crucifixión cabeza abajo de uno de los agitadores.
Los apuros del emirato permitieron que el monarca franco Ludovico Pío progresara hacia el sur invadiendo gran parte de Cataluña y constituyendo en ella la llamada Marca Hispánica. Tras apoderarse de Gerona, los francos avanzaron y tomaron Caseras, Cardona y Vich, y entre el 801 y 802 Barcelona. En el oeste, aunque por poco tiempo, los asturianos llegaron a ocupar Lisboa. Los francos firmaron un tratado de paz con Alhakén por el que se comprometían a no extender sus fronteras más allá del río Llobregat.
Su ejército fue fortalecido por un elevado número de bereberes, también reclutó mercenarios cristianos de diversas procedencias. Contó con una guardia palatina de más de dos mil hombres de origen eslavo, denominados «los mudos», porque no hablaban ni árabe ni romance. Éstos se alojaban en dos cuarteles contiguos al alcázar y eran comandados por el conde cristiano Rabí, hijo de Teodulfo.
Murió a los 52 o 53 años, dejando diecinueve hijos varones y veintiuna mujeres. Le sucedió su hijo Abderramán II.

## Semblanza del emir
Los cronistas retratan así al tercer emir de Córdoba:

Alhakén I fue de color trigueño, alto y delgado, de nariz bien formada, aunque ligeramente respingona y no se teñía el pelo. Se preocupaba personalmente de todos los asuntos, fueran importantes o no; no se fiaba de nadie, aunque fueran hombres de confianza y no admitía que éstos cometieran actos injustos, pero en caso de que esto ocurriera, rápidamente reparaba la injusticia; era valiente, atrevido y temible en sus enfados; resuelto y decidido, pero también era espléndido en sus regalos y muy generoso. Era además buen orador e inspirado poeta. Allanó el camino a sus sucesores y se atrajo a los alfaquíes y hombres de saber.

De él se decía que era tan dado a la bebida como poco adicto a las costumbres piadosas, y en la mezquita mayor, durante la oración de los viernes, se levantaban voces anónimas que le gritaban: ¡Borracho, ven a rezar!.[cita requerida]